# Радослав Забавник
Радослав Забавник (на словашки: Radoslav Zabavník) е словашки футболист, национал, централен и десен защитник. Роден на 16 септември 1980 г. Футболист на ЦСКА от 2004 г. до края на 2005 г. Играе в Спарта Прага от 2006 до 2008 когато преминава в Терек Грозни от руското първенство. Бивш футболист на ФК Кошице и Жилина (2 пъти шампион на Словакия с Жилина). Има 47 мача и 1 гол за националния отбор на Словакия. Участник на Световното първенство в Южна Африка.